# Гарлем-Гайтс (Флорида)
Гарлем-Гайтс (англ. Harlem Heights) — переписна місцевість (CDP) в США, в окрузі Лі штату Флорида. Населення — 1930 осіб (2020).

## Географія
Гарлем-Гайтс розташований за координатами 26°31′1″ пн. ш. 81°55′41″ зх. д. / 26.51694° пн. ш. 81.92806° зх. д. (26.516885, -81.928130).  За даними Бюро перепису населення США в 2010 році переписна місцевість мала площу 1,93 км², з яких 1,58 км² — суходіл та 0,36 км² — водойми. В 2017 році площа становила 2,05 км², з яких 1,71 км² — суходіл та 0,34 км² — водойми.

## Демографія
Згідно з переписом 2010 року, у переписній місцевості мешкало 1975 осіб у 546 домогосподарствах у складі 444 родин. Густота населення становила 1021 особа/км².  Було 632 помешкання (327/км²).
Расовий склад населення:
| - 40,1 % — білих - 22,6 % — чорних або афроамериканців - 0,3 % — корінних американців - 0,1 % — вихідців з тихоокеанських островів - 0,1 % — азіатів - 32,1 % — осіб інших рас |

До двох чи більше рас належало 4,9 %. Частка іспаномовних становила 70,2 % від усіх жителів.
За віковим діапазоном населення розподілялося таким чином: 36,3 % — особи молодші 18 років, 59,2 % — особи у віці 18—64 років, 4,5 % — особи у віці 65 років та старші. Медіана віку мешканця становила 25,8 року. На 100 осіб жіночої статі у переписній місцевості припадало 104,9 чоловіків;  на 100 жінок у віці від 18 років та старших — 98,4 чоловіків також старших 18 років.
Середній дохід на одне домашнє господарство  становив 43 243 долари США (медіана — 46 555), а середній дохід на одну сім'ю — 41 478 доларів (медіана — 40 833). Медіана доходів становила 25 530 доларів для чоловіків та 21 715 доларів для жінок. За межею бідності перебувало 30,6 % осіб, у тому числі 74,9 % дітей у віці до 18 років та 0,0 % осіб у віці 65 років та старших.
Цивільне працевлаштоване населення становило 588 осіб. Основні галузі зайнятості: мистецтво, розваги та відпочинок — 40,1 %, освіта, охорона здоров'я та соціальна допомога — 23,6 %, науковці, спеціалісти, менеджери — 18,4 %.